# Unione Calcio AlbinoLeffe 2003-2004
Questa voce raccoglie le informazioni riguardanti l'Unione Calcio AlbinoLeffe nelle competizioni ufficiali della stagione 2003-2004.

## Stagione
La neopromossa Albinoleffe si presenta ai nastri di partenza della stagione 2003-2004 per disputare il campionato di Serie B, sempre allenata da Elio Gustinetti, chiude il torneo al 18º posto con 54 punti, mentre in Coppa Italia è stata eliminata nella fase a gironi nel gruppo 3, perdendo a Palermo (2-0), mentre contro Verona e Treviso, non è scesa in campo, partecipando alla protesta delle squadre cadette, contro la federazione, per l'allargamento dei quadri, a 24 squadre.
Capocannoniere stagionale degli azzurri è stato Davide Possanzini con 12. Lo seguono Roberto Bonazzi e Cristian Raimondi con 8; Christian Araboni, Giacomo Ferrari e Pierre Giorgio Regonesi con 3; Filippo Carobbio e Marco Gorzegno con 2; Mario Morfeo, Mirco Poloni, Emiliano Testini e Davide Zoboli con 1 rete. Per questo campionato l'Albinoleffe è stato costretto a lasciare lo Stadio Carlo Martinelli di Leffe, per il più capiente e adeguato Stadio di Bergamo.

## Rosa
| N. |                   | Ruolo | Calciatore              |
| -- | ----------------- | ----- | ----------------------- |
| 1  | Italia (bandiera) | P     | Matteo Gritti           |
| 2  | Italia (bandiera) | D     | Davide Zoboli           |
| 3  | Italia (bandiera) | D     | Pierre Giorgio Regonesi |
| 5  | Italia (bandiera) | D     | Damiano Sonzogni        |
| 6  | Italia (bandiera) | D     | Ruben Garlini           |
| 7  | Italia (bandiera) | C     | Cristian Raimondi       |
| 8  | Italia (bandiera) | C     | Filippo Carobbio        |
| 9  | Italia (bandiera) | A     | Giacomo Ferrari         |
| 10 | Italia (bandiera) | A     | Roberto Bonazzi         |
| 11 | Italia (bandiera) | C     | Ivan Del Prato          |
| 13 | Italia (bandiera) | P     | Paolo Acerbis           |
| 14 | Italia (bandiera) | D     | Edoardo Gorini          |
| 15 | Italia (bandiera) | C     | Giovanni Serrapica      |
| 17 | Italia (bandiera) | C     | Alberto Colombo         |

| N. |                   | Ruolo | Calciatore        |
| -- | ----------------- | ----- | ----------------- |
| 18 | Italia (bandiera) | A     | Davide Possanzini |
| 19 | Italia (bandiera) | C     | Joseph Manzini    |
| 20 | Italia (bandiera) | D     | Marco Teani       |
| 22 | Italia (bandiera) | P     | Alberto Scotti    |
| 23 | Italia (bandiera) | C     | Mirco Poloni      |
| 25 | Italia (bandiera) | D     | Giuseppe Biava    |
| 26 | Italia (bandiera) | C     | Marco Gori        |
| 27 | Italia (bandiera) | A     | Emiliano Testini  |
| 32 | Italia (bandiera) | D     | Riccardo Colombo  |
| 51 | Italia (bandiera) | A     | Christian Araboni |
| 77 | Italia (bandiera) | D     | Marco Gorzegno    |
| 78 | Italia (bandiera) | C     | Mario Morfeo      |
| 85 | Italia (bandiera) | D     | Gianluca Salvi    |
| 86 | Italia (bandiera) | D     | Marco Arrigoni    |

## Risultati

### Serie B

#### Girone di andata
| Arbitro: | Cruciani (Pesaro) |

|                |           |                   |
| Possanzini 37’ | Marcatori | 55’ (rig.) Protti |

| Arbitro: | Brighi (Cesena) |

|                             |           |             |
| Chiappara 51’ Anaclerio 71’ | Marcatori | 19’ Araboni |

| Arbitro: | Giannoccaro (Lecce) |

|                |           |                             |
| Possanzini 82’ | Marcatori | 3’ Zampagna 62’ M. Esposito |

| Arbitro: | Racalbuto (Gallarate) |

|                         |           |                |
| Pinardi 67’ Pazzini 82’ | Marcatori | 57’ Possanzini |

| Arbitro: | Tagliavento (Terni) |

|           |           |  |
| Biava 82’ | Marcatori |  |

| Arbitro: | Giannoccaro (Lecce) |

|  |           |              |
|  | Marcatori | 21’ Carobbio |

| Bergamo 4 ottobre 2003, ore 20:30 7ª giornata | AlbinoLeffe       | 0 – 0 | Venezia | Stadio Atleti Azzurri d'Italia\| Arbitro: \| Rizzoli (Bologna) \| |
| Arbitro:                                      | Rizzoli (Bologna) |       |         |                                                                   |

| Arbitro: | Giannoccaro (Lecce) |

|                                |           |                                         |
| Myrtaj 3!’ (rig.) Salvetti 50’ | Marcatori | 14’ Gorzegno 35’ Araboni 81’ G. Ferrari |

| Arbitro: | Farina (Novi Ligure) |

|                                                     |           |                         |
| Bjelanovic 39’ M. Rossi 55’ Zé Elias 85’ Caccia 88’ | Marcatori | 49’ Gorzegno 69’ Poloni |

| Arbitro: | Saccani (Mantova) |

|              |           |              |
| Raimondi 80’ | Marcatori | 54’ Oliveira |

| Arbitro: | Romeo (Verona) |

|                                                       |           |  |
| Rigoni 73’ (rig.) Moscardelli 88’ Godeas 90+3’ (rig.) | Marcatori |  |

| Arbitro: | Brighi (Cesena) |

|                             |           |          |
| Carobbio 20’ G. Ferrari 88’ | Marcatori | 43’ Jeda |

| Bergamo 9 novembre 2003, ore 15:00 13ª giornata | AlbinoLeffe                 | 0 – 0 | Piacenza | Stadio Atleti Azzurri d'Italia\| Arbitro: \| Girardi (San Donà di Piave) \| |
| Arbitro:                                        | Girardi (San Donà di Piave) |       |          |                                                                             |

| Arbitro: | Castellani (Verona) |

|  |           |                             |
|  | Marcatori | 4’, 15’ (rig.), 19’ Bonazzi |

| Bergamo 20 novembre 2003, ore 20:30 15ª giornata | AlbinoLeffe       | 0 – 0 | Cagliari | Stadio Atleti Azzurri d'Italia\| Arbitro: \| Bergonzi (Genova) \| |
| Arbitro:                                         | Bergonzi (Genova) |       |          |                                                                   |

| Arbitro: | Romeo (Verona) |

|                                                        |           |  |
| Ferrante 54’ Fabbrini 60’ Conticchio 90+1’ Pinga 90+3’ | Marcatori |  |

| Arbitro: | Girardi (San Donà di Piave) |

|  |           |              |
|  | Marcatori | 44’ Camorani |

| Arbitro: | Romeo (Verona) |

|                        |           |           |
| Toni 14’ Di Donato 40’ | Marcatori | 30’ Biava |

| Bergamo 14 dicembre 2003, ore 15:00 19ª giornata | AlbinoLeffe        | 0 – 0 | Messina | Stadio Atleti Azzurri d'Italia\| Arbitro: \| Ayroldi (Molfetta) \| |
| Arbitro:                                         | Ayroldi (Molfetta) |       |         |                                                                    |

| Arbitro: | Brighi (Cesena) |

|              |           |              |
| Rastelli 90’ | Marcatori | 62’ Raimondi |

| Arbitro: | Girardi (San Donà di Piave) |

|              |           |  |
| Regonesi 67’ | Marcatori |  |

| Arbitro: | Tagliavento (Terni) |

|                       |           |              |
| Sosa 31’ La Vista 46’ | Marcatori | 27’ Raimondi |

| Arbitro: | Preschern (Mestre) |

|                |           |  |
| Possanzini 23’ | Marcatori |  |

#### Girone di ritorno
| Arbitro: | Tagliavento (Terni) |

|                                     |           |  |
| Protti 17’ (rig.), 81’ Rabito 90+2’ | Marcatori |  |

| Arbitro: | Morganti (Ascoli Piceno) |

|              |           |  |
| M. Morfeo 2’ | Marcatori |  |

| Terni 8 febbraio 2004, ore 15:00 26ª giornata | Ternana                     | 0 – 0 | AlbinoLeffe | Stadio Libero Liberati\| Arbitro: \| Girardi (San Donà di Piave) \| |
| Arbitro:                                      | Girardi (San Donà di Piave) |       |             |                                                                     |

| Arbitro: | Saccani (Mantova) |

|  |           |                                                       |
|  | Marcatori | 5’ Pinardi 45+1’ Montolivo 50’ Gautieri 55’ Marcolini |

| Arbitro: | Carlucci (Molfetta) |

|                         |           |                       |
| Graffiedi 6’ Riganò 56’ | Marcatori | 79’ (rig.) Possanzini |

| Arbitro: | Castellani (Verona) |

|                                  |           |             |
| Raimondi 31’ Possanzini 84’, 86’ | Marcatori | 85’ Lipatin |

| Arbitro: | Bergonzi (Genova) |

|                             |           |               |
| Giubilato 58’ Maldonado 84’ | Marcatori | 1’ Possanzini |

| Arbitro: | Giannoccaro (Lecce) |

|                            |           |  |
| Testini 10’ Possanzini 57’ | Marcatori |  |

| Bergamo 12 marzo 2004, ore 20:30 32ª giornata | AlbinoLeffe              | 0 – 0 | Genoa | Stadio Atleti Azzurri d'Italia\| Arbitro: \| Morganti (Ascoli Piceno) \| |
| Arbitro:                                      | Morganti (Ascoli Piceno) |       |       |                                                                          |

| Arbitro: | Romeo (Verona) |

|                          |           |                |
| Oliveira 29’ Mascara 68’ | Marcatori | 81’ G. Ferrari |

| Bergamo 22 marzo 2004, ore 20:30 34ª giornata | AlbinoLeffe               | 0 – 0 | Triestina | Stadio Atleti Azzurri d'Italia\| Arbitro: \| Dondarini (Finale Emilia) \| |
| Arbitro:                                      | Dondarini (Finale Emilia) |       |           |                                                                           |

| Arbitro: | Cruciani (Pesaro) |

|             |           |  |
| Schwoch 82’ | Marcatori |  |

| Piacenza 3 aprile 2004, ore 20:30 36ª giornata | Piacenza          | 0 – 0 | AlbinoLeffe | Stadio Leonardo Garilli\| Arbitro: \| Bergonzi (Genova) \| |
| Arbitro:                                       | Bergonzi (Genova) |       |             |                                                            |

| Arbitro: | Tagliavento (Terni) |

|             |           |  |
| Bonazzi 24’ | Marcatori |  |

| Arbitro: | Preschern (Mestre) |

|          |           |  |
| Zola 33’ | Marcatori |  |

| Arbitro: | Giannoccaro (Lecce) |

|                             |           |                        |
| Regonesi 25’ Possanzini 62’ | Marcatori | 48’ Fabbrini 64’ Pinga |

| Arbitro: | Rocchi (Firenze) |

|  |           |                                                |
|  | Marcatori | 25’ (rig.) Bonazzi 33’ Raimondi 44’ Possanzini |

| Arbitro: | Tombolini (Ancona) |

|              |           |           |
| Raimondi 82’ | Marcatori | 59’ Biava |

| Arbitro: | Gabriele (Frosinone) |

|                                             |           |              |
| Sullo 6’ (rig.), 36’ Sosa 30’ Di Napoli 41’ | Marcatori | 88’ Regonesi |

| Arbitro: | Rizzoli (Bologna) |

|                                 |           |                       |
| Bonazzi 35’ (rig.) Raimondi 56’ | Marcatori | 40’ (rig.) Carparelli |

| Arbitro: | Dattilo (Locri) |

|                                     |           |                                       |
| Stella 4’ Calaiò 6’, 9’, 57’ (rig.) | Marcatori | 5’ Possanzini 34’ Zoboli 55’ Raimondi |

| Arbitro: | Rizzoli (Bologna) |

|                                     |           |                                         |
| Araboni 26’ Bonazzi 34’ (rig.), 73’ | Marcatori | 29’ Favasuli 78’ Colacone 87’ Antonelli |

| Napoli 12 giugno 2004, ore 20:30 46ª giornata | Napoli         | 0 – 0 | AlbinoLeffe | Stadio San Paolo\| Arbitro: \| Romeo (Verona) \| |
| Arbitro:                                      | Romeo (Verona) |       |             |                                                  |

### Coppa Italia

#### Girone 3
| Arbitro: | Castellani (Verona) |

|                     |           |  |
| Pepe 11’ Vasari 83’ | Marcatori |  |

| 26 agosto 2003 2ª giornata | AlbinoLeffe | – Partita non disputata | Verona |  |

| 5 settembre 2003 3ª giornata | AlbinoLeffe | – Partita non disputata | Treviso |  |